# Ophion (geslacht)
Ophion is een geslacht van insecten uit de orde vliesvleugeligen (Hymenoptera) en de familie Ichneumonidae.

## Soorten
- O. abbreviator (Fabricius, 1793)
- O. albistylus Szepligeti, 1905
- O. andalusiacus (Shestakov, 1926)
- O. areolaris Brauns, 1889
- O. atlanticus Roman, 1938
- O. bipictor Aubert, 1980
- O. brevicornis Morley, 1915
- O. compensator (Fabricius, 1793)
- O. cortesi Ceballos, 1938
- O. costatus Ratzeburg, 1848
- O. crassicornis Brock, 1982
- O. dispar Brauns, 1895
- O. forticornis Morley, 1915
- O. frontalis Strobl, 1904
- O. fuscicollis Hellen, 1926
- O. kevoensis Jussila, 1965
- O. longigena Thomson, 1888
- O. luteus (Linnaeus, 1758)
- O. minutus Kriechbaumer, 1879
- O. mocsaryi Brauns, 1889
- O. neglectus Habermehl, 1930
- O. nigricans Ruthe, 1859
- O. obscuratus Fabricius, 1798
- O. ocellaris Ulbricht, 1926
- O. parvulus Kriechbaumer, 1879
- O. perkinsi Brock, 1982
- O. pteridis Kriechbaumer, 1879
- O. rostralis Meyer, 1935
- O. scutellaris Thomson, 1888
- O. sibiricus (Szepligeti, 1905)
- O. subarcticus Hellen, 1926
- O. summimontis Heinrich, 1953
- O. ventricosus Gravenhorst, 1829
- O. wuestneii Kriechbaumer, 1892